# Брайант, Коби (игрок в американский футбол)
Коби Брайант (англ. Coby Bryant; 29 марта 1999, Кливленд, Огайо) — профессиональный американский футболист, корнербек клуба НФЛ «Сиэтл Сихокс». На студенческом уровне выступал за команду университета Цинциннати. Лучший ди-бэк NCAA по итогам сезона 2021 года. На драфте НФЛ 2022 года был выбран в четвёртом раунде.

## Биография
Коби Брайант родился 29 марта 1999 года в Кливленде. Младший брат Кристиана Брайанта, известного по выступлениям за «Сент-Луис Рэмс» и «Аризону Кардиналс». Учился в старшей школе Гленвилл, выступал за её футбольную команду на позициях корнербека и сэйфти, включался в сборную звёзд лиги. На момент окончания школы входил в тройку лучших корнербеков штата Огайо по версии Scout.

### Любительская карьера
В 2017 году Брайант поступил в университет Цинциннати. В своём дебютном сезоне в NCAA он принял участие в двенадцати играх, выходя на поле в защите и как игрок специальных команд. В сезоне 2018 года он стал одним из основных корнербеков команды и провёл тринадцать матчей, сделав 33 захвата и два перехвата.
В 2019 году он провёл четырнадцать матчей, сделав 54 захвата и перехват. В сокращённом из-за пандемии COVID-19 сезоне 2020 года Брайант сыграл десять матчей и был одним из лидеров защиты, вошедшей в число пятнадцати лучших в NCAA в пяти статистических категориях. По итогам турнира он был включён в состав сборной звёзд конференции AAC. В том же году Брайант получил диплом бакалавра, но решил остаться в колледже ещё на один сезон, использовав предоставленное NCAA право.
В сезоне 2021 года Брайант был одним из капитанов «Цинциннати». Он сыграл в четырнадцати матчах турнира, стал лидером команды по количеству сбитых передач, сделал 46 захватов и три перехвата, а также форсировал три фамбла. В игре с «Центральной Флоридой» он занёс первый в карьере тачдаун, вернув перехваченный мяч на 74 ярда. По эффективности защиты против пасового нападения команда стала лучшей в NCAA, а Брайант стал обладателем награды Джима Торпа, присуждаемой лучшему ди-бэку сезона. Также он второй раз подряд был включён в сборную звёзд конференции.

#### Статистика выступлений в NCAA
| Сезон | Команда             | Игры | Захваты | Захваты | Захваты | Захваты | Захваты | Перехваты | Перехваты | Перехваты | Перехваты | Перехваты | Фамблы | Фамблы | Фамблы | Фамблы |
| Сезон | Команда             | Игры | Solo    | Ast     | Tot     | Loss    | Sk      | Int       | Yds       | Y/R       | TD        | PD        | FR     | Yds    | TD     | FF     |
| ----- | ------------------- | ---- | ------- | ------- | ------- | ------- | ------- | --------- | --------- | --------- | --------- | --------- | ------ | ------ | ------ | ------ |
| 2017  | Цинциннати Беаркэтс | 12   | 2       | 2       | 4       | 0,0     | 0,0     | 0         | 0         | 0,0       | 0         | 0         | 0      | 0      | 0      | 0      |
| 2018  | Цинциннати Беаркэтс | 13   | 30      | 3       | 33      | 0,0     | 0,0     | 2         | 0         | 0,0       | 0         | 9         | 0      | 0      | 0      | 1      |
| 2019  | Цинциннати Беаркэтс | 14   | 37      | 17      | 54      | 2,5     | 0,0     | 1         | 0         | 0,0       | 0         | 8         | 0      | 0      | 0      | 0      |
| 2020  | Цинциннати Беаркэтс | 10   | 31      | 4       | 35      | 1,0     | 0,0     | 4         | 25        | 6,3       | 0         | 7         | 0      | 0      | 0      | 1      |
| 2021  | Цинциннати Беаркэтс | 14   | 34      | 10      | 44      | 1,5     | 0,0     | 2         | 21        | 10,5      | 1         | 11        | 0      | 0      | 0      | 2      |
| Всего | Всего               | 63   | 134     | 36      | 170     | 5,0     | 0,0     | 9         | 46        | 5,1       | 1         | 35        | 0      | 0      | 0      | 4      |

### Профессиональная карьера
Перед драфтом НФЛ 2022 года Брайант занимал восьмое место в рейтинге корнербеков по версии издания Bleacher Report. Аналитик Кори Гиддингс его сильными сторонами называл хорошую для его роста и веса подвижность, навыки игры по мячу и готовность вести силовую борьбу, психологическую устойчивость и умение быстро переключаться после неудачных розыгрышей. Среди минусов Брайанта назывались недостаток гибкости, склонность к лишним движениям, недостаток физической мощи для противодействия выносному нападению и слабые навыки захватов на открытом пространстве.
На драфте Брайант был выбран «Сиэтлом» в четвёртом раунде. В июле 2022 года он подписал с клубом четырёхлетний контракт и выбрал № 8 в память о баскетболисте Коби Брайанте. Регулярный чемпионат он начал в статусе резервного слот-корнербека «Сиэтла».

#### Статистика выступлений в НФЛ

##### Регулярный чемпионат
| Сезон | Команда      | Игры | Захваты | Захваты | Захваты | Захваты | Захваты | Перехваты | Перехваты | Перехваты | Перехваты | Перехваты | Фамблы | Фамблы | Фамблы | Фамблы |
| Сезон | Команда      | Игры | Solo    | Ast     | Tot     | Loss    | Sk      | Int       | Yds       | Y/R       | TD        | PD        | FR     | Yds    | TD     | FF     |
| ----- | ------------ | ---- | ------- | ------- | ------- | ------- | ------- | --------- | --------- | --------- | --------- | --------- | ------ | ------ | ------ | ------ |
| 2022  | Сиэтл Сихокс | 10   | 34      | 10      | 44      | 3       | 1,0     | 0         | 0         | 0,0       | 0         | 2         | 0      | 0      | 0      | 4      |
| Всего | Всего        | 10   | 34      | 10      | 44      | 3       | 1,0     | 0         | 0         | 0,0       | 0         | 2         | 0      | 0      | 0      | 4      |

* На 23 ноября 2022 года